# Swimming World Magazine
Swimming World Magazine o Swimming World News, anteriorment anomenada SwimInfo, és una revista estatunidenca de periodicitat bimensual i en anglès dedicada a la natació, que fou publicada per primera vegada el gener de 1960 sota el títol Junior Swimmer.
Té una tirada d'aproximadament 50.000 exemplars cada dos mesos, amb corresponsals a Europa i Austràlia que realitzen el seguiment de les sancions de la Federació Internacional de Natació (FINA) en competicions i enregistren cada marca mundial des de les competicions en edats primerenques fins al nivell professional. Ofereix consells de salut i tracta assumptes tècnics de l'interès del públic aficionat o involucrat en la natació.
És especialment coneguda per atorgar el premi a Nedador de l'Any (en anglès, Swimming World Magazine Swimmers of the Year) en diverses categories. El premi és habitualment nomenat pels mitjans de comunicació com a «Nedador Mundial de l'Any» —assumint que es tracta d'un dels premis més prestigiosos que pot rebre un nedador en l'actualitat.